# Saint-Cernin-de-l'Herm
Saint-Cernin-de-l'Herm is een gemeente in het Franse departement Dordogne (regio Nouvelle-Aquitaine) en telt 247 inwoners (2005). De plaats maakt deel uit van het arrondissement Sarlat-la-Canéda.

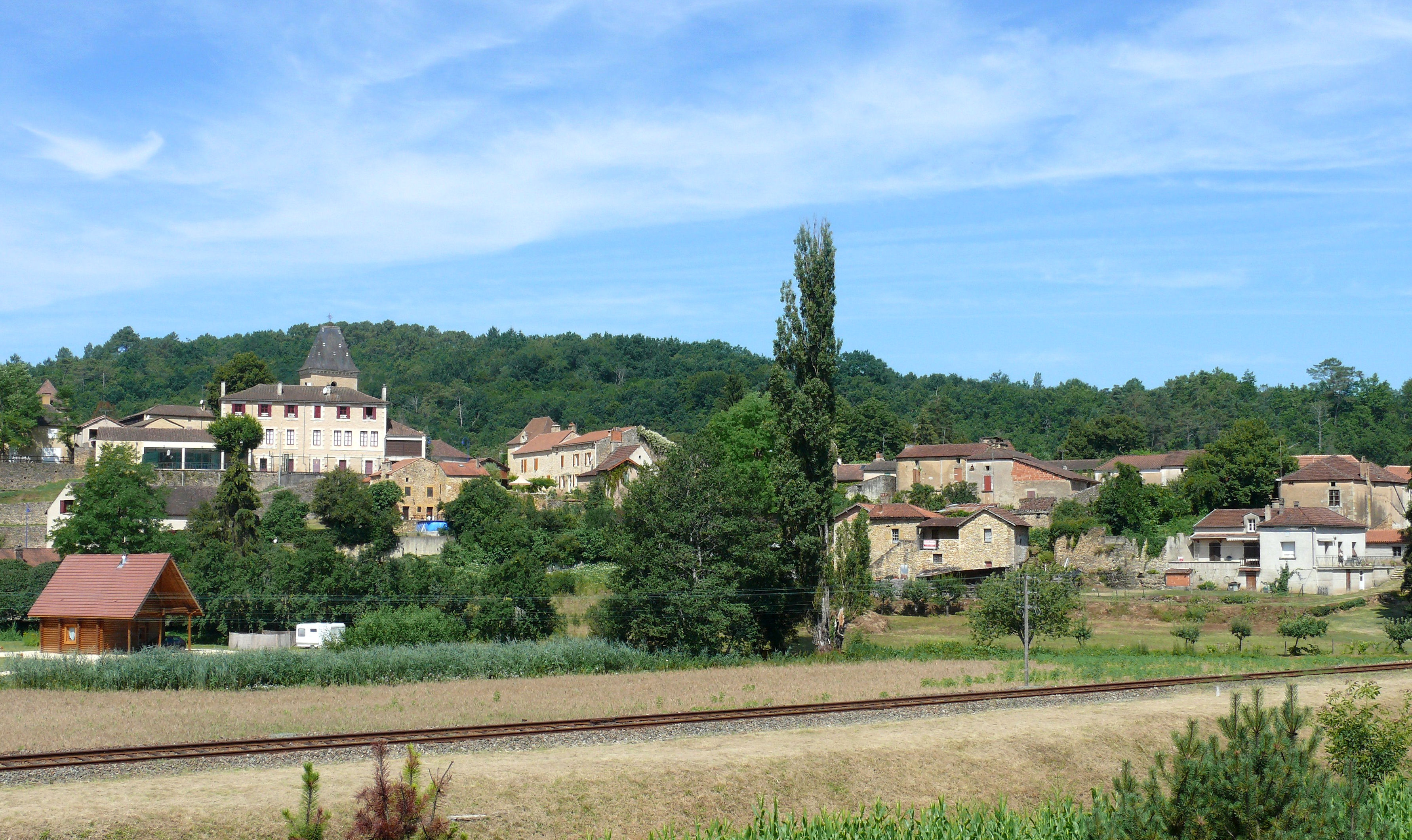
Saint-Cernin-de-l'Herm
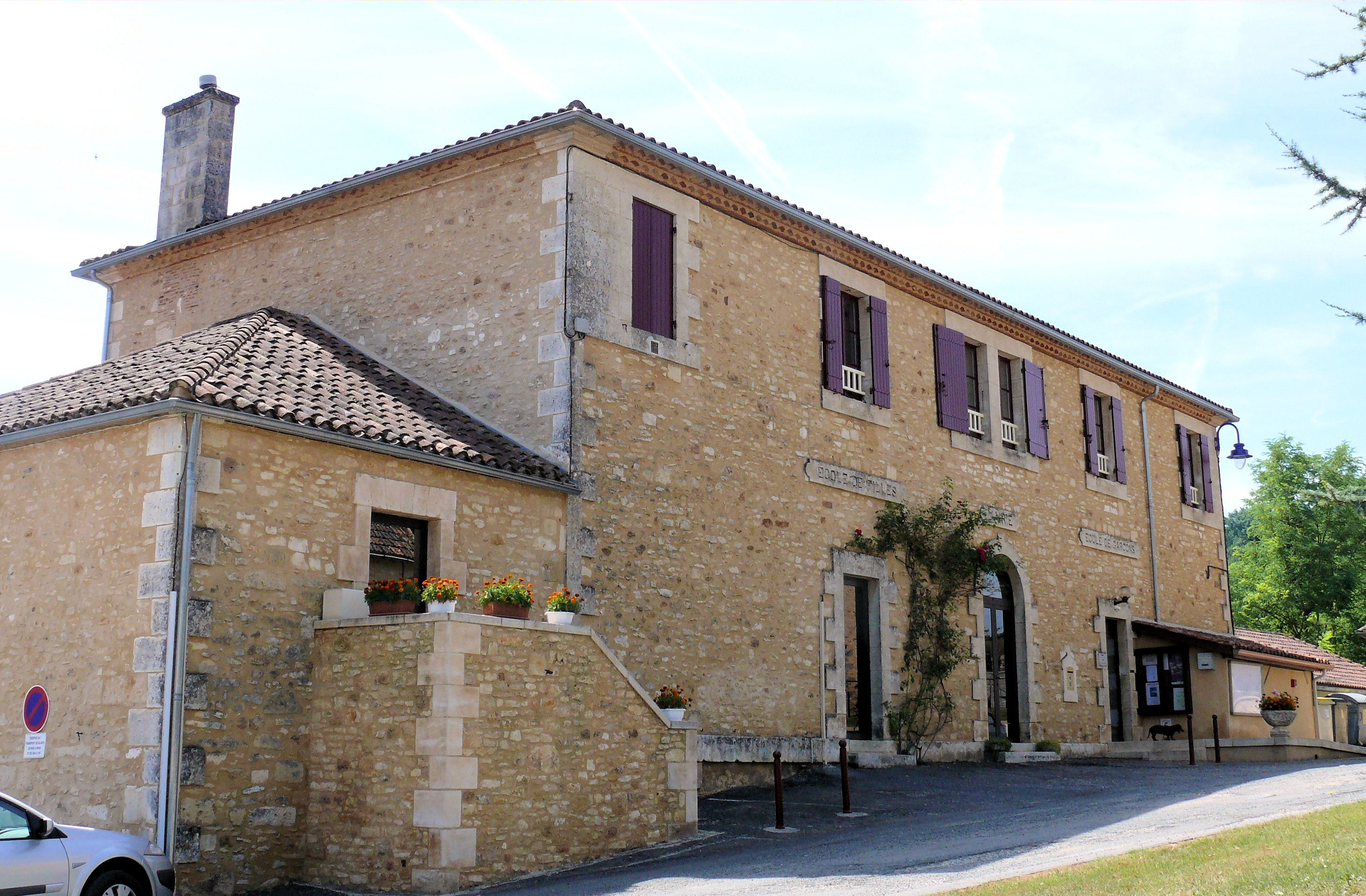
Gemeentehuis
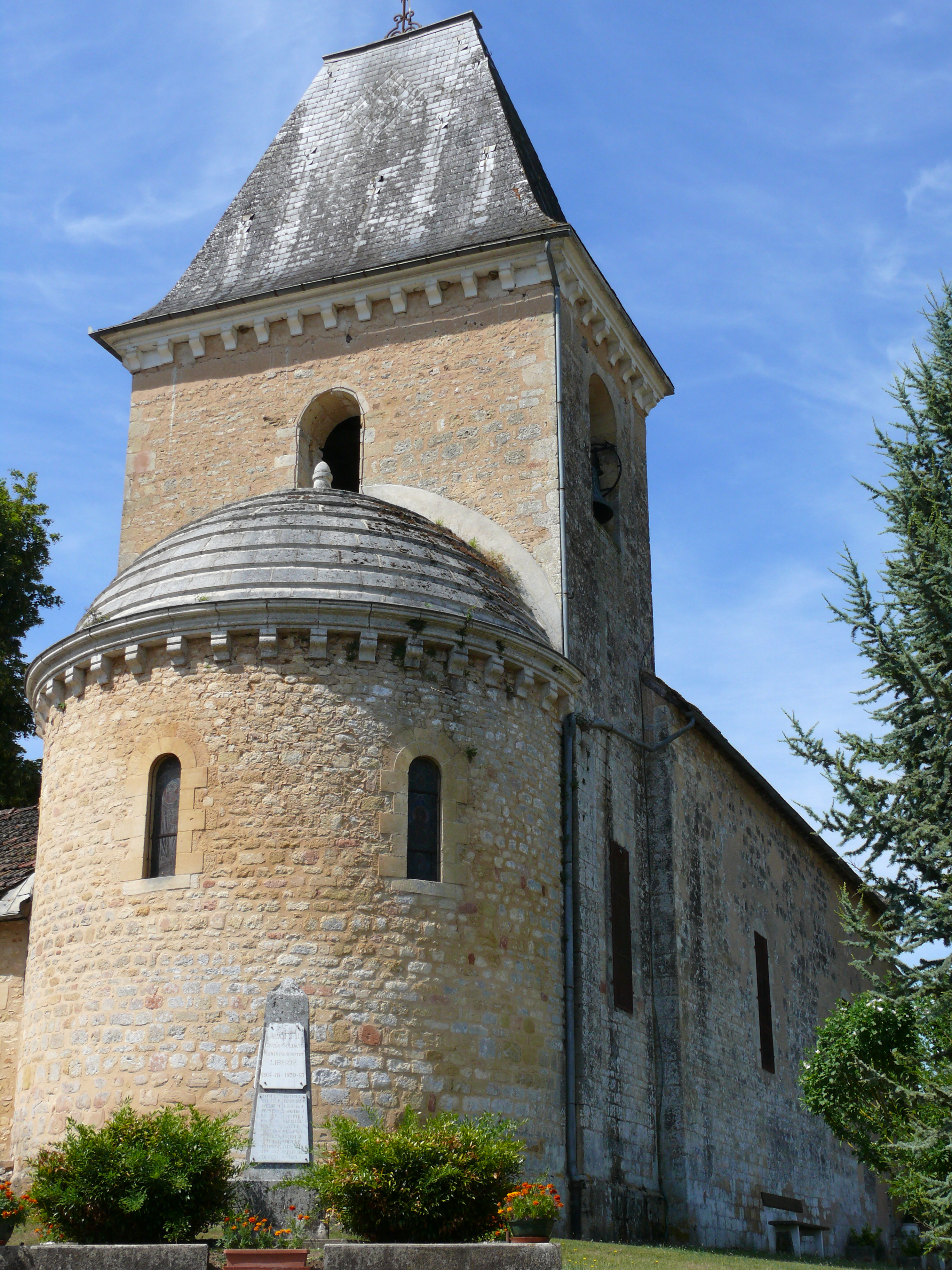
Kerk Saint-Saturnin in Saint-Cernin-de-l'Herm

## Geografie
De oppervlakte van Saint-Cernin-de-l'Herm bedraagt 15,9 km², de bevolkingsdichtheid is 15,5 inwoners per km².
De onderstaande kaart toont de ligging van Saint-Cernin-de-l'Herm met de belangrijkste infrastructuur en aangrenzende gemeenten.

## Demografie
Onderstaande figuur toont het verloop van het inwonertal (bron: INSEE-tellingen).